# Zwartoorzanger
De zwartoorzanger (Myioborus ornatus) is een zangvogel uit de familie Parulidae (Amerikaanse zangers).

## Verspreiding en leefgebied
Deze soort telt 2 ondersoorten:
- M. o. ornatus: oostelijk Colombia en westelijk Venezuela.
- M. o. chrysops: van centraal Colombia tot noordelijk Ecuador.